# Gustav Samuel Leopold (Pfalz-Zweibrücken)

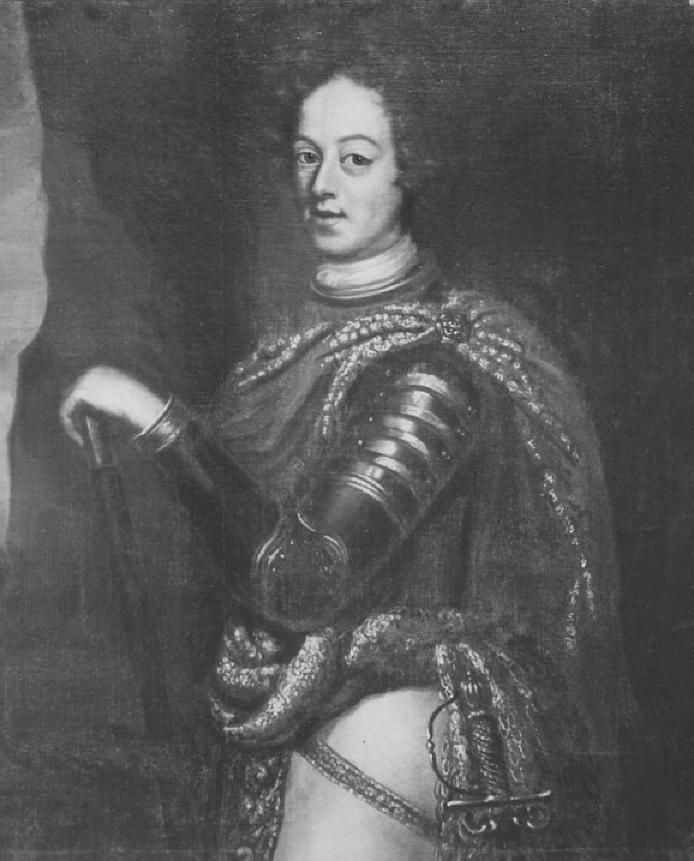
Gustav Samuel Leopold

Gustav Samuel Leopold (* 12. April 1670 auf der Stegeborg in Söderköping; † 17. September 1731 in Zweibrücken) war Herzog von Pfalz-Zweibrücken.

## Titel
„Gustav Samuel Leopold von Gottes Gnaden Pfalzgraf bei Rhein, Herzog in Bayern, zu Jülich, Kleve und Berg, Fürst zu Moers, Graf zu Veldenz, Sponheim, Mark, Ravensberg und Rixingen, wie auch Herr zu Ravenstein“

## Herkunft
Gustav Samuel Leopold war der Sohn von Adolf Johann I., Pfalzgraf und Herzog von Pfalz-Kleeburg (1629–1689) und dessen zweiter Frau Else Elisabeth Brahe zu Wisingsberg (1632–1689). Im Jahr 1696 trat er zum römisch-katholischen Glauben über.

## Herrschaft

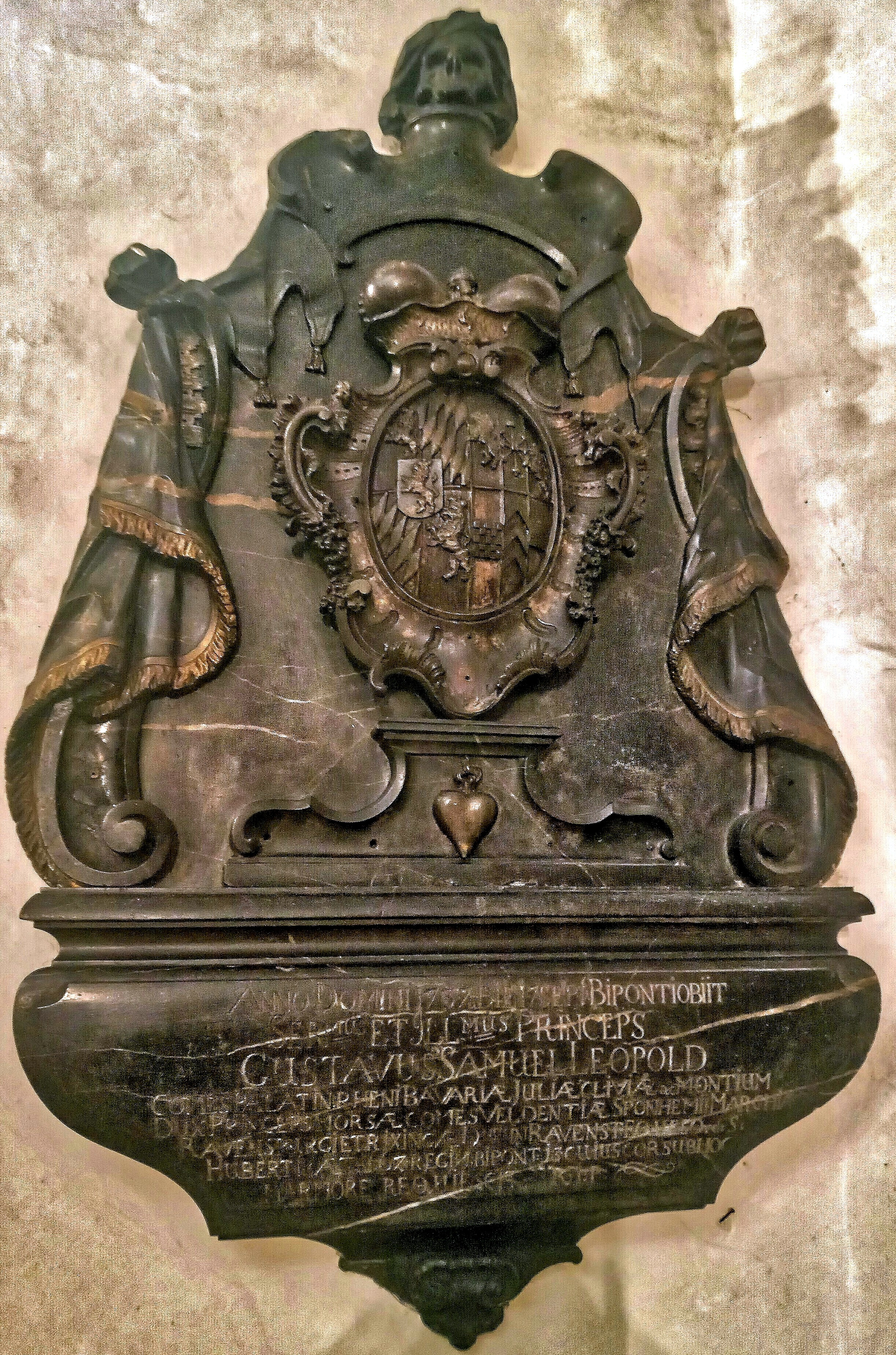
Herzepitaph in der Katholischen Pfarrkirche St. Antonius, Meisenheim

Er war ab 1689 bereits Herzog von Kleeburg. 1691 kämpfte er als Oberstleutnant der Schwedischen Armee im Pfälzischen Erbfolgekrieg in den spanischen Niederlanden. Aufgrund anhaltender Finanzprobleme konvertierte er in Rom am 8. Oktober 1696 zum Katholizismus, um seine Aussichten auf Pfalz-Zweibrücken zu verbessern. Hierbei nahm er den Namen seines Taufpaten Leopold I. an. Um seine Finanzen zu verbessern, kämpfte er 1697 für die Kaiserliche Armee im Großen Türkenkrieg und empfing 1699 in Hoffnung auf ein Kanonikat im Kölner Domkapitel die niederen Weihen durch Christian August von Sachsen-Zeitz. Er bemühte sich um das Großmeisteramt des Konstantinordens und behauptete mit Unterstützung von Teilen des Ordens eine Abstammung von den Komnenen, konnte sich jedoch nicht gegen Francesco Farnese von Parma durchsetzen. Hierauf überwarf er sich mit dem Wiener Hof und ging an den Hof von Versailles, wo er von Ludwig XIV. eine Pension von 4000 Talern erhielt.
Mit dem Tode Karl XII. von Schweden 1718 wurde er Herzog von Pfalz-Zweibrücken. Er war das letzte regierende Mitglied der Wittelsbacher-Linie Pfalz-Zweibrücken-Kleeburg.
Er verlegte die Residenz wieder nach Zweibrücken ins Schloss Zweibrücken und ließ in Jägersburg von 1720 bis 1725 durch Jonas Erikson Sundahl das nach ihm benannte barocke Residenzschloss Gustavsburg errichten. Besondere Förderung erhielt auch das Gymnasium Zweibrücken.

## Ehen
Er heiratete am 10. Juli 1707 die Pfalzgräfin Dorothea von Pfalz-Veldenz-Lützelstein (* 16. Januar 1658 in Lützelstein; † 17. August 1723 in Straßburg) in Zweibrücken. Sie war eine Tochter von Pfalzgraf Leopold Ludwig von Pfalz-Veldenz-Lützelstein (* 1623; † 1694) und Gräfin Agatha Christine von Hanau-Lichtenberg (* 1632; † 1681).
Die Ehe von Gustav Samuel Leopold und Dorothea wurde kirchlicherseits am 23. April 1723 wegen zu naher Verwandtschaft annulliert. Danach heiratete er am 13. Mai 1723 morganatisch Luise Dorothea, Gräfin von Hoffmann (1700–1745). Sie war die Tochter des Oberhofjägermeister Johann Heinrich von Hoffmann. Für Luise Dorothea ließ er 1723 in der Nähe von Wörschweiler im Gutenbrunnen das Schloss Louisenthal errichten.
Beide Ehen blieben kinderlos.
Bei seinem Tod fiel sein Nachlass an Christian III. aus der Linie Pfalz-Birkenfeld-Bischweiler.

## Grabstätte
Gustav Samuel Leopolds Grab befindet sich in der Alexanderskirche in Zweibrücken; sein Herz ruht in der Kath. Kirche St. Antonius, Meisenheim, hinter dem dortigen Herzepitaph. Luise Dorothea wurde in Frankfurt beigesetzt.